# Platybunus strigosus
Platybunus strigosus is een hooiwagen uit de familie echte hooiwagens (Phalangiidae).